# Думаю о Дженнифер
«Ду́маю о Дже́ннифер» (англ. Jennifer on My Mind) — американский художественный фильм, поставленный режиссёром Ноэлем Блэком по мотивам романа Роджера Саймона «Наследник» (англ. Heir) 1968 года.
Автором сценария выступил Эрик Сигал.
Картина в стиле чёрной комедии рассказывает о проблемах, вызываемых употреблением наркотиков.
Премьера фильма состоялась в Нью-Йорке 10 ноября 1971 года.

## Сюжет
Молодой и обеспеченный американец по имени Маркус во время путешествия по Венеции знакомится с очаровательной соотечественницей Дженнифер. Молодые люди легко сходятся, отношения переходят в интимные. Маркус и Дженни увлекаются курением марихуаны. Дженнифер возвращается в Нью-Йорк и, спустя некоторое время, постепенно переходит к употреблению тяжёлых наркотиков. Вернувшись в Америку, Маркус с ужасом осознаёт, что любимая им женщина безвозвратно потеряна в героиновой зависимости.

## В ролях
| Актёр          | Роль               |
| -------------- | ------------------ |
| Майкл Брэндон  | Маркус             |
| Типпи Уолкер   | Дженни             |
| Роберт Де Ниро | таксист (эпизод)   |
| Чак МакКанн    | добрый самаритянин |

## Производство
Фильм снимался в Венеции, Нью-Йорке и Нью-Джерси. За рабочее название фильма было взято заглавие романа, по которому он был поставлен — «Наследник» (англ. Heir).

## Отзывы
Журнал Variety назвал фильм смесью обезоруживающей сатиры, чёрной комедии и пикантности, создающих необъяснимо гнетущую ауру. Критик журнала отметил в игре Майкла Брэндона «очаровательное мальчишество и естественность», а в игре Типпи Уолкер — «стервозную эфемерную притягательность».
Роджер Гринспун в своей рецензии в газете The New York Times без удовольствия отметил, что «Думаю о Дженнифер» по форме и содержанию выглядит не более чем переделанная в жанр игривой трагедии «Истории любви», сценарий которой был написан тем же Эриком Сигалом, но по собственной книге. Гринспун отнёс фильм к «тому безнадёжному классу комедий, в которых нет почти ничего смешного, кроме тех моментов, где смех не предусмотрен». Тем не менее критик находит определённый интерес в самой теме картины, которая, по его мнению, повествует отнюдь не о наркотиках, а о «той кошмарной части американской мечты, когда чужестранец изо всех сил пытается, пробиться на новые берега, лишь для того чтобы обнаружить, что местность — пустыня, а её обитатели — мираж».